# Сабадирьов Іван Леонтійович
Іван Леонтійович Сабадирьов (1923–2012) — український історик, педагог, професор.

## Біографія
І. Л. Сабадирьов  народився 28 червня 1923 року на хуторі Каракашев (ніні Ростовської області) РРФСР.
Учасник Другої світової війни.
Після демобілізації з лав Червоної Армії у 1947—1955 роках був на комсомольській та партійній роботі у Молдавії.
В 1953 році закінчив Кишинівський державний педагогічний інститут. Згодом навчався в аспірантурі Академії суспільних наук при ЦК КПРС у Москві.
У 1959 році захистив дисертацію «Столипінська аграрна реформа і селянський рух у губерніях Новоросії (1903—1914 рр.» на здобуття наукового ступеня кандидата історичних наук. В 1966 році присвоєно вчене звання доцента.
В 1955—1974 роках перебував на викладацьких посадах у вищих навчальних закладах Кишинева.
У 1973 році захистив дисертацію «Ленінська аграрна програма на півдні України і в Молдавії» і здобув науковий ступінь доктора історичних наук. В 1976 році присвоєно вчене звання професора.
Протягом 1974—1982 років завідував кафедрою історії КПРС Одеської вищої партійної школи.
У 1982 році перейшов до Одеського інституту інженерів морського флоту. До 2002 року працював професором кафедри українознавства Одеського національного морського університету.
У 2002—2010 роках обіймав посаду професора кафедри історії України Південноукраїнського педагогічного університету імені К. Д. Ушинського.
Помер у 2012 році в м. Одеса.

## Наукова діяльність
Вивчав питання революційного руху та аграрної політики в Україні і в Молдавії.
Керував аспірантурою. Протягом тривалого часу був членом спеціалізованої Вченої ради із захисту кандидатських дисертації з історії в Одеському державному університеті імені І. І. Мечникова.
Є автором понад 100 опублікованих праць.

#### Праці
- Столыпинская аграрная реформа и крестьянское движение в губерниях Новороссии. (1907—1914 гг.): Автореферат диссертации на соискание ученой степени кандидата исторических наук / И. Л. Сабадырев. — М.: ВПШ и АОН, 1959. —  18 с.

- Исследование истории общественно-политического движения/И. Л. Сабадырев// Днестр. –  1960. — № 5. — С. 135—137.

- Большевистская печать о революционных событиях в Молдавии. (1901—1917 гг.): К 50-летию «Правды»/И. Л. Сабадырев. –  Кишинев: Картя молдовеняскэ, 1962. — 51 с. https://search.rsl.ru/ru/record/01008382041

- Ленин нам путь озарил: сборник документов и материалов/ И. Л. Сабадырев. — Кишинев: Картя Молдовеняскэ, 1970. — 383 с.

- Борьба большевиков за ленинскую аграрную программу на Юге Украины и в Молдавии (1903 — февраль 1917 гг.) / И. Л. Сабадырев. — Кишинев: Картя Молдавеняскэ, 1972. — 395 с.

- О книге Ф. Е. Лося и А. Г. Михайлюка «Классовая борьба в украинском селе (1907—1914). — К., 1976»/ И. Л. Сабадырев.// Український історичний журнал. — 1978. — № 3. — С. 135—138.

- Словник термінів та категорій з історії України/ І. Л. Сабадирьов, І. М. Михайлуца. — Одеса: ОНМУ, 2001. — 17 с.

## Нагороди
- Орден Вітчизняної війни 2 ступеня

- 20 медалей

- Почесна Грамота Президії Верховної Ради Молдавської РСР.